# Domingo de la Calzada
Domingo García, conocido como santo Domingo de la Calzada (¿Viloria de Rioja?, provincia de Burgos, 1019-Santo Domingo de la Calzada, La Rioja, 12 de mayo de 1109), fue un religioso de España y uno de los mayores impulsores del Camino de Santiago.
Es patrón de los ingenieros civiles (ingenieros técnicos de obras públicas e ingenieros de caminos, canales y puertos).

## Biografía
Hijo de un labrador llamado Ximeno García y de su esposa Orodulce, tras el fallecimiento de sus padres, intentó ser admitido en los monasterios benedictinos de Valvanera y San Millán de la Cogolla, pero no lo consiguió. Tras este traspié se retiró como ermitaño⁣⁣⁣⁣ a un lugar apartado en los bosques de encinas de Ayuelas, lugar cercano al actual Santo Domingo de la Calzada, llevando una vida contemplativa hasta 1039. Sobre ese año comenzó a colaborar con Gregorio, obispo de Ostia, llegado a Calahorra como enviado papal para combatir una plaga de langosta que asolaba los territorios navarros y riojanos. Este le otorgó la ordenación sacerdotal. Juntos construyeron un puente de madera sobre el río Oja para facilitar el tránsito de los peregrinos hacia Compostela. Hasta la muerte de Gregorio en 1044.
Tras morir Gregorio, volvió a la zona de Ayuela y emprendió una profunda labor de colonización. Taló bosques, roturó tierras y comenzó la construcción de una calzada de piedra que supuso una desviación del camino tradicional por la calzada romana entre Logroño y Burgos, pero que se convirtió, a partir de entonces, en la ruta principal entre Nájera y Redecilla del Camino. Por esta labor es conocido como Domingo de la calzada.
Para mejorar las condiciones de los peregrinos que empezaron a transitar la nueva calzada, sustituyó el puente de madera que había construido con Gregorio por uno más robusto de piedra, y construyó un complejo integrado por hospital, pozo e iglesia, para atender a las necesidades de los viajeros, donde en la actualidad se encuentra la Casa del Santo, utilizada como albergue de peregrinos.El albergue que construyó y el pozo fue en el actual Parador Nacional sito en la plaza del Santo
Al apoderarse de La Rioja en 1076, Alfonso VI de León, viendo que el desarrollo del Camino contribuía a su proyecto de la incorporación de la zona a su reino, se hizo partidario del santo, de sus obras, y de su villa, visitando a Domingo en 1090 y responsabilizándole de las obras viarias que se realizaban a lo largo del Camino de Santiago. En esos momentos, y con la ayuda de su discípulo Juan de Ortega, había iniciado ya la construcción de un templo dedicado al Salvador y Santa María. Este fue consagrado por el obispo de Calahorra en 1106. En el exterior del templo y adosado a sus muros, el santo escogió un lugar para su propia sepultura.
El burgo, llamado Masburguete o Margubete que se dice hoy día, de Santo Domingo de la Calzada empezó como unas pocas casas construidas en torno a la ermita del santo durante su vida. Al morir Domingo en 1109 ya contaba la villa con una creciente población. La iglesia de Santo Domingo de la Calzada, en la que fue enterrado, fue elevada al rango de catedral poco después, al trasladarse a esta la diócesis de Calahorra en 1232 hasta 1235.
Nueve tablas pintadas, adornan hoy una pared de la catedral y recuerdan los milagros de Santo Domingo.

## Milagros del santo

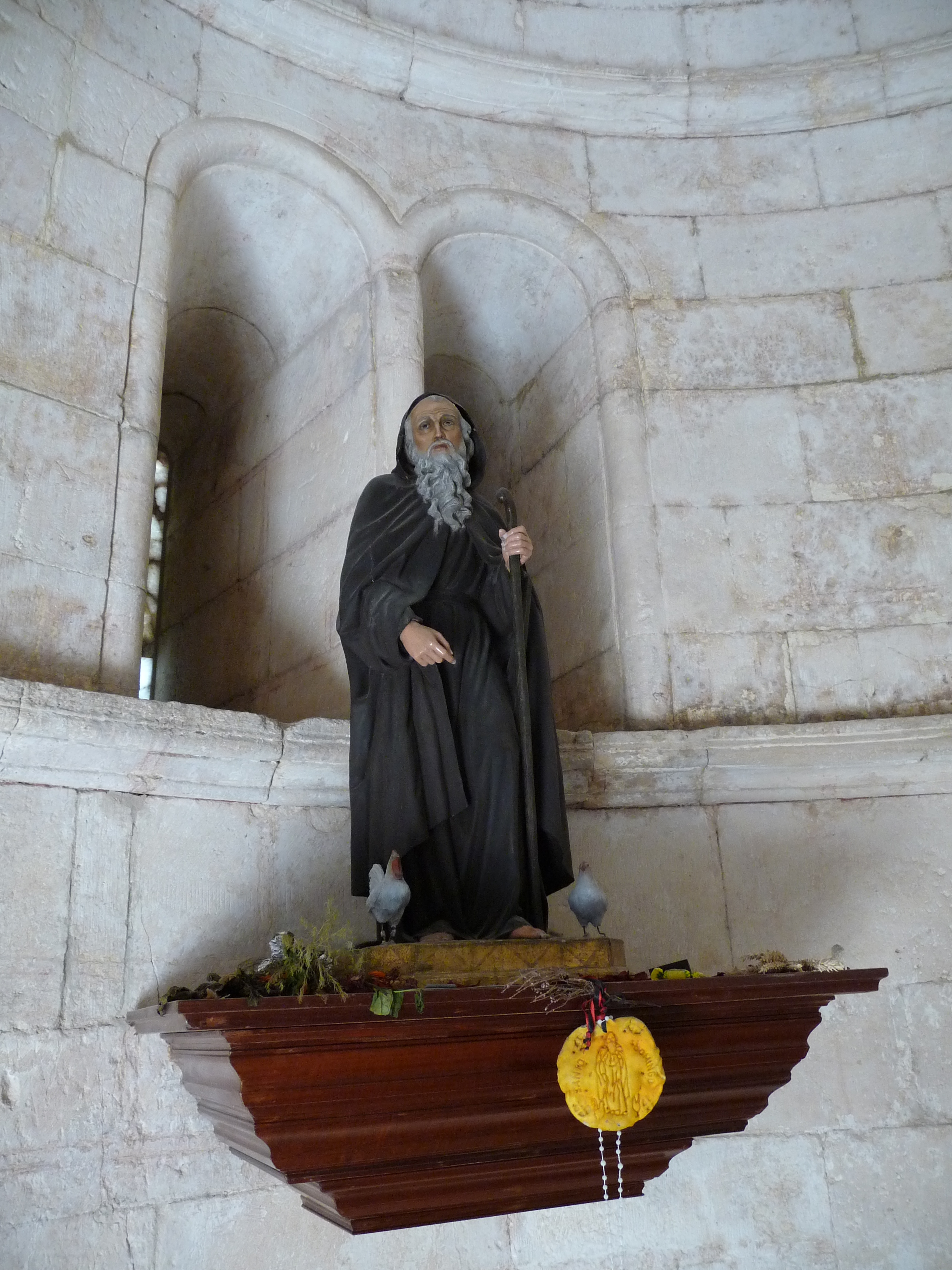
Imagen de Domingo de la Calzada en la iglesia de San Juan de Ortega (Burgos).

Las buenas obras de Santo Domingo a favor de los peregrinos de Santiago no parecen haber cesado con su muerte. Varias milagrosas curaciones de peregrinos, ocurridas en la villa, se atribuyen a la influencia de Domingo. 
- Curación del caballero francés poseído por el demonio que fue librado del espíritu maligno ante el sepulcro del santo.
- Curación de un peregrino alemán del siglo XV llamado Bernardo, que se curó de una infección purulenta de los ojos al visitar la tumba de Santo Domingo.
- Curación de un normando que recobró la vista al visitar la catedral.

### El milagro del gallo y la gallina
Sucedió en Santo Domingo de la Calzada, en La Rioja.
En el siglo XIV peregrina a Compostela un joven alemán de 18 años llamado Hugonell, que va acompañado por sus padres. En el mesón donde se hospedan trabaja una muchacha joven que se enamora de él y le requiere de amores, a lo que el muchacho se niega. Despechada y con ansias de venganza guarda en el zurrón del joven una copa de plata y luego le acusa de robo. 
El joven Hugonell y sus padres se disponen a partir para seguir el peregrinaje, cuando llega la justicia y comprueban la acusación registrando el zurrón del muchacho. Es encontrado culpable y condenado a la horca.
Los padres no pueden hacer nada por él más que rezar a Santiago.Al acercarse al cuerpo ahorcado de su hijo para despedirse oyen cómo este les habla desde la horca y les dice que está vivo por la gracia de Santo Domingo de la Calzada.
Felices y contentos van a comunicar la noticia al corregidor que justo en ese momento está cenando opíparamente unas aves. El corregidor naturalmente se burla de lo que oye y lanza la frase conocida: “Vuestro hijo está tan vivo como este gallo y esta gallina que me disponía a comer antes de que me importunarais”. Y en ese momento, las aves saltan del plato y se ponen a cantar y cacarear alegremente.

### IX Centenario de su fallecimiento
- IX Centenario de su fallecimiento Archivado el 6 de marzo de 2016 en Wayback Machine.
- El hombre que construyó una ciudad en el Camino

1. ↑  Actos del CITOP ante el IX Centenario de Santo Domingo de la Calzada